# Kill City (musikalbum)
Kill City är ett album av de två tidigare The Stooges-medlemmarna Iggy Pop och James Williamson. Det gavs ut i november 1977, tre år efter att The Stooges upplösts. Tidigare samma år hade Pop gett ut skivorna The Idiot och Lust for Life.

## Låtlista
Samtliga låtar skrivna av Iggy Pop och James Williamson.
1. "Kill City" - 2:24
2. "Sell Your Love" - 3:38
3. "Beyond the Law" - 3:02
4. "I Got Nothin'" - 3:24
5. "Johanna" - 3:06
6. "Night Theme" - 1:19
7. "Night Theme (Reprise)" - 1:09
8. "Consolation Prizes" - 3:21
9. "No Sense of Crime" - 3:45
10. "Lucky Monkeys" - 3:41
11. "Master Charge" - 4:29

## Medverkande
- Iggy Pop - sång
- James Williamson - gitarr, sång
- Brian Glascock - percussion, congas, trummor, sång, guiro
- John Harden - saxofon
- John Hardin - saxofon
- Hunt Sales - trummor, sång
- Tony Sales - bas, trummor, sång
- Scott Thurston - bas, gitarr, munspel, keyboards, sång
- Steve Tranio - bas